# A2780
A2780是分離於未接受任何治療的人類女性卵巢癌患者的上皮性卵巢癌細胞系，因對基質膜的粘附能力弱而具有強烈的遷移侵襲能力，故而惡性程度高。卵巢癌特異性結合肽 (OSTP) 對A2780細胞具有特異結合作用。有研究指出新藤黃酸能誘導A2780細胞發生線粒體的凋亡，並且抑制細胞的生長及增殖。同時又有研究指出敲除CKS2能夠抑制A2780細胞中CDC42-V1 mRNA的表達，同時增強CDC42-V2 mRNA的表達，從而抑制絲足的形成及細胞的遷移能力。

## 外部連結
- Cellosaurus entry for A2780（页面存档备份，存于）